# Feodor Vassilyev
Feodor Vassilyev (en russe Фёдор Васильев, en orthographe d'époque Ѳеодоръ Васильевъ) né en 1707 et mort en 1782 est un paysan de Chouïa, en Russie, est connu pour le nombre important de naissances multiples issues de ses deux mariages.

## Biographie
Peu de détails sont connus sur la vie de sa première épouse, Valentina Vassilyeva, qui vécut jusqu'à l'âge de 76 ans. Entre 1725 et 1765, elle a 69 enfants : 16 fois des jumeaux, 7 fois des triplés et 4 fois des quadruplés. 67 d'entre eux ont survécu à la petite enfance, deux jumeaux sont morts en bas âge. Elle établit le record du nombre d'enfants nés d'une seule femme.
Feodor Vassilyev eut également 18 enfants de sa seconde épouse, soit six paires de jumeaux et de deux fois des triplés, faisant de lui le père de 87 enfants au total, dont 82 au moins ont survécu à la petite enfance,.

## Doutes sur la véracité
Le premier compte rendu publié sur les enfants de Feodor Vassilyev est apparu en 1783 dans la revue The Gentleman's Magazine qui note que l'information, « bien qu'étonnante, était digne de foi car elle émanait d'un marchand anglais de Saint-Pétersbourg qui en faisait part à sa famille en Angleterre, ajoutant que le paysan devait être présenté à l'Impératrice ». Les mêmes chiffres ont été donnés par Ivan Nikititch Boltin (ru) en 1788 dans un de ses commentaires sur l'Histoire de la Russie et en 1834 dans un livre  d'Alexandre Pavlovitch Bashutskiy (ru), Panorama de Saint-Pétersbourg.
Plusieurs sources publiées ont émis des doutes quant à la véracité de ces allégations. Selon un article de Julia Bell publié en 1933 dans Biometrika, un livre de B. F. J. Hermann publié en 1790, Statistische Schilderung von Rußland, présente les revendications au sujet des enfants de Feodor Vassilyev, mais « avec prudence ». Bell a également noté que le cas a été rapporté par La revue the Lancet en 1878 dans un article sur l'étude de jumeaux. Le Lancet stipule dans son article que l'Académie des Sciences a tenté de vérifier les allégations concernant les enfants Vassilyev et a pris contact avec « M. Khanikoff de l'Académie impériale de Russie à Saint-Pétersbourg pour lui demander conseil sur les moyens de poursuivre. Celui-ci leur répondit que toute enquête était superflue, des membres de la famille vivant encore à Moscou et ayant fait l'objet des faveurs du Gouvernement ». Bell conclut que le cas Vassilyev « doit être considéré comme suspect ». De même, Marie M. Clay note en 1998 dans son carnet de notes : « malheureusement, ce refus de poursuivre l'enquête semble, rétrospectivement, avoir porté un coup final à nos chances d'établir la vérité de ce cas extraordinaire ».
Les données sur les enfants Vassilyev sont publiées dans le Livre Guinness des Records.